# 苏河湾
苏河湾是位於中國上海市靜安區的一片區域，得名自蘇州河。蘇河灣东起罗浮路、武进路、河南北路；南至苏州河；西至长寿路桥；北至滬寧鐵路。福新面粉厂、上海天后宫、上海总商会旧址、东方图书馆、四行仓库、怡和打包厂旧址等建築均位於苏河湾。
苏河湾其名稱始於东方网2007年2月6日刊登的《苏河湾——上海水景新名片》一文。當時的闸北区人民政府試圖在滬寧鐵路以南、蘇州河以北劃為开发区，這篇開發區就定名苏河湾。